# James Mangold
James Allen Mangold (New York, 16 dicembre 1963) è un regista, sceneggiatore, produttore televisivo e produttore cinematografico statunitense.
In carriera ha diretto film drammatici come Cop Land (1997) e Ragazze interrotte (1999), ma anche la commedia romantica Kate & Leopold (2001) e il thriller Identità (2003), oltre che l'acclamato biopic su Johnny Cash Quando l'amore brucia l'anima - Walk the Line (2005), il western Quel treno per Yuma (2007), i cinecomic Wolverine - L'immortale (2013) e Logan: The Wolverine (2017) con protagonista Hugh Jackman, il film automobilistico Le Mans '66 - La grande sfida (2019) ed il quinto capitolo della saga di Indiana Jones, Indiana Jones e il quadrante del destino (2023).

## Biografia
Figlio di pittori, si è laureato al California Institute of the Arts, in cinematografia e recitazione, esordendo alla regia nel 1996 con Dolly's Restaurant con Liv Tyler. Regista versatile, passa dai drammatici Cop Land e Ragazze interrotte alla commedia come Kate & Leopold.
Nel 2003 realizza il thriller Identità che si ispira al romanzo di Agatha Christie Dieci piccoli indiani. Nel 2005 dirige il pluripremiato Quando l'amore brucia l'anima - Walk the Line, storia della vita e dell'amore tra Johnny Cash e June Carter. Nel 2007 dirige il western Quel treno per Yuma con Christian Bale e Russell Crowe, remake dell'omonimo film del 1957.
Nel 2017 dirige il film Logan: The Wolverine e per questo film riceve una nomination agli Oscar 2018 nella categoria miglior sceneggiatura non originale. Nel 2019 dirige il film Le Mans '66 - La grande sfida anche con questo film riceve la nomination agli Oscar 2020 ma stavolta nella categoria miglior film. Nel 2023 ha diretto e scritto il quinto film della saga di Indiana Jones intitolato Indiana Jones e il quadrante del destino.
Nella stagione 2024-2025 rinnova il successo nel genere biografico musicale affrontando, dopo quella di Johnny Cash, la vita di Bob Dylan con A Complete Unknown, da lui stesso scritto e co-prdotto.

## Filmografia

### Regista

#### Cinema
- Dolly's Restaurant (Heavy) (1995)
- Cop Land (1997)
- Ragazze interrotte (Girl, Interrupted) (1999)
- Kate & Leopold (2001)
- Identità (Identity) (2003)
- Quando l'amore brucia l'anima - Walk the Line (Walk the line) (2005)
- Quel treno per Yuma (3:10 to Yuma) (2007)
- Innocenti bugie (Knight & Day) (2010)
- Wolverine - L'immortale (The Wolverine) (2013)
- Logan: The Wolverine (Logan) (2017)
- Le Mans '66 - La grande sfida (Ford v. Ferrari) (2019)
- Indiana Jones e il quadrante del destino (Indiana Jones and the Dial of Destiny) (2023)
- A Complete Unknown (2024)

#### Televisione
- Men in Trees - Segnali d'amore (Men in Trees) – serie TV, 1 episodio (2006-2008)
- NYC 22 – serie TV, 1 episodio (2012)
- Vegas – serie TV, 1 episodio (2012-2013)

### Sceneggiatore
- Oliver & Company, regia di George Scribner (1988)
- Dolly's Restaurant (Heavy) (1996)
- Cop Land (1997)
- Ragazze interrotte (Girl, Interrupted) (1999)
- Kate & Leopold (2001)
- Identità (Identity) (2003) (non accreditato, revisione sceneggiatura)
- Quando l'amore brucia l'anima - Walk the Line (Walk the Line) (2005)
- Innocenti bugie (Knight & Day) (2010) (non accreditato, revisione sceneggiatura)
- Logan: The Wolverine (Logan) (2017)
- Indiana Jones e il quadrante del destino (Indiana Jones and the Dial of Destiny) (2023)
- A Complete Unknown (2024)

### Produttore
- Le Mans '66 - La grande sfida (Ford v. Ferrari) (2019)
- Il richiamo della foresta (The Call of the Wild), regia di Chris Sanders (2020)

### Produttore esecutivo

#### Cinema
- Logan: The Wolverine (Logan) (2017)
- The Greatest Showman, regia di Michael Gracey (2017)

#### Televisione
- Men in Trees - Segnali d'amore (Men in Trees) – serie TV, 36 episodi (2006-2008)
- Vegas – serie TV, 21 episodi (2012-2013)
- Zoo – serie TV, 21 episodi (2015-2017)
- Damnation – serie TV, 10 episodi (2017-2018)

### Attore
- Kate & Leopold (2001) (cameo accreditato nella director's cut)
- La cosa più dolce... (The Sweetest Thing), regia di Roger Kumble (2002) (cameo)

## Riconoscimenti
- Premio Oscar
  - 2018 – Candidatura alla miglior sceneggiatura non originale per Logan: The Wolverine
  - 2020 – Candidatura al miglior film per Le Mans '66 - La grande sfida
  - 2025 - Candidatura al miglior film per A Complete Unknown
  - 2025 – Candidatura al miglior regista per A Complete Unknown
  - 2025 - Candidatura alla miglior sceneggiatura non originale per A Complete Unknown

- Golden Globe
  - 2006 – Miglior film commedia o musicale per Quando l'amore brucia l'anima - Walk the Line
  - 2025 – Candidatura alla Miglior film drammatico per A Complete Unknown